# ATP Tour 2005
L'edizione 2005 dell'ATP Tour è iniziata il 3 gennaio con il Qatar Open e si è conclusa il 7 novembre con la Tennis Masters Cup.
L'ATP Tour è una serie di tornei maschili di tennis organizzati dall'ATP. Questa include i tornei del Grande Slam (organizzati in collaborazione con la International Tennis Federation (ITF)), il Tennis Masters Cup, i tornei dell'ATP Masters Series, dell'International Series Gold e dell'International Series.

## Calendario
Legenda
| Grande Slam                   |
| ATP World Tour Finals         |
| ATP Masters Series            |
| ATP International Series Gold |
| ATP International Series      |
| Torneo a squadre              |

### Gennaio
| Settimana  | Torneo                                                                                              | Vincitore                                                   | Finalista                             | Semifinalisti                     | Quarti                                                              |
| ---------- | --------------------------------------------------------------------------------------------------- | ----------------------------------------------------------- | ------------------------------------- | --------------------------------- | ------------------------------------------------------------------- |
| 3 gennaio  | Qatar ExxonMobil Open 2005 Doha, Qatar International Series Cemento Singolare - Doppio              | Roger Federer 6-3, 6-1                                      | Ivan Ljubičić                         | Nikolaj Davydenko Albert Costa    | Feliciano López Sébastien Grosjean Fabrice Santoro Rafael Nadal     |
| 3 gennaio  | Qatar ExxonMobil Open 2005 Doha, Qatar International Series Cemento Singolare - Doppio              | Albert Costa Rafael Nadal 6-3, 4-6, 6-3                     | Andrei Pavel Michail Južnyj           | Nikolaj Davydenko Albert Costa    | Feliciano López Sébastien Grosjean Fabrice Santoro Rafael Nadal     |
| 3 gennaio  | Next Generation Hardcourts 2005 Adelaide, Australia International Series Cemento Singolare - Doppio | Joachim Johansson 7-5, 6-3                                  | Taylor Dent                           | Juan Ignacio Chela Olivier Rochus | Lleyton Hewitt Jürgen Melzer Nicolas Kiefer Thomas Enqvist          |
| 3 gennaio  | Next Generation Hardcourts 2005 Adelaide, Australia International Series Cemento Singolare - Doppio | Xavier Malisse Olivier Rochus 7-6(5), 6-4                   | Simon Aspelin Todd Perry              | Juan Ignacio Chela Olivier Rochus | Lleyton Hewitt Jürgen Melzer Nicolas Kiefer Thomas Enqvist          |
| 3 gennaio  | Chennai Open 2005 Chennai, India International Series Cemento Singolare - Doppio                    | Carlos Moyá 3–6, 6–4, 7–6(5)                                | Paradorn Srichaphan                   | Tomáš Zíb Guillermo García López  | Kristof Vliegen Justin Gimelstob Paul-Henri Mathieu Michal Tabara   |
| 3 gennaio  | Chennai Open 2005 Chennai, India International Series Cemento Singolare - Doppio                    | Rainer Schüttler Lu Yen-hsun 7–5, 4–6, 7–6(4)               | Mahesh Bhupathi Jonas Björkman        | Tomáš Zíb Guillermo García López  | Kristof Vliegen Justin Gimelstob Paul-Henri Mathieu Michal Tabara   |
| 10 gennaio | Medibank International 2005 Sydney, Australia International Series Singolare - Doppio               | Lleyton Hewitt 7-5, 6-0                                     | Ivo Minář                             | Maks Mirny Radek Štěpánek         | Feliciano López Andrei Pavel Taylor Dent Thomas Johansson           |
| 10 gennaio | Medibank International 2005 Sydney, Australia International Series Singolare - Doppio               | Mahesh Bhupathi Todd Woodbridge 6-3, 6-3                    | Arnaud Clément Michaël Llodra         | Maks Mirny Radek Štěpánek         | Feliciano López Andrei Pavel Taylor Dent Thomas Johansson           |
| 10 gennaio | Heineken Open 2005 Auckland, Australia International Series Singolare - Doppio                      | Fernando González 6-4, 6-2                                  | Olivier Rochus                        | Juan Ignacio Chela Jan Hernych    | Potito Starace Robby Ginepri José Acasuso Guillermo Coria           |
| 10 gennaio | Heineken Open 2005 Auckland, Australia International Series Singolare - Doppio                      | Yves Allegro Michael Kohlmann 6-4, 7-6(4)                   | Simon Aspelin Todd Perry              | Juan Ignacio Chela Jan Hernych    | Potito Starace Robby Ginepri José Acasuso Guillermo Coria           |
| 17 gennaio | Australian Open 2005 Melbourne, Australia Grande Slam Cemento Singolare - Doppio - Doppio misto     | Marat Safin 1–6, 6–3, 6–4, 6–4                              | Lleyton Hewitt                        | Roger Federer Andy Roddick        | Andre Agassi Dominik Hrbatý David Nalbandian Nikolaj Davydenko      |
| 17 gennaio | Australian Open 2005 Melbourne, Australia Grande Slam Cemento Singolare - Doppio - Doppio misto     | Wayne Black Kevin Ullyett 6–4, 6–4                          | Bob Bryan Mike Bryan                  | Roger Federer Andy Roddick        | Andre Agassi Dominik Hrbatý David Nalbandian Nikolaj Davydenko      |
| 17 gennaio | Australian Open 2005 Melbourne, Australia Grande Slam Cemento Singolare - Doppio - Doppio misto     | Doppio misto: Samantha Stosur Scott Draper 6–2, 2–6, [10–6] | Liezel Huber Kevin Ullyett            | Roger Federer Andy Roddick        | Andre Agassi Dominik Hrbatý David Nalbandian Nikolaj Davydenko      |
| 31 gennaio | Milan Indoor 2005 Milano, Italia International Series Singolare - Doppio                            | Robin Söderling 6–3, 6(2)–7, 7–6(5)                         | Radek Štěpánek                        | Ivan Ljubičić Maks Mirny          | Karol Beck Rainer Schüttler Serhij Stachovs'kyj Tomas Behrend       |
| 31 gennaio | Milan Indoor 2005 Milano, Italia International Series Singolare - Doppio                            | Daniele Bracciali Giorgio Galimberti 6(8)–7, 7–6(6), 6–4    | Arnaud Clément Jean-François Bachelot | Ivan Ljubičić Maks Mirny          | Karol Beck Rainer Schüttler Serhij Stachovs'kyj Tomas Behrend       |
| 31 gennaio | Movistar Open 2005 Viña del Mar, Cile International Series Terra Singolare - Doppio                 | Gastón Gaudio 6-3, 6-4                                      | Fernando González                     | Filippo Volandri David Ferrer     | Mariano Zabaleta Rubén Ramírez Hidalgo Agustín Calleri José Acasuso |
| 31 gennaio | Movistar Open 2005 Viña del Mar, Cile International Series Terra Singolare - Doppio                 | David Ferrer Santiago Ventura 6-3, 6-4                      | Gastón Etlis Martín Rodríguez         | Filippo Volandri David Ferrer     | Mariano Zabaleta Rubén Ramírez Hidalgo Agustín Calleri José Acasuso |
| 31 gennaio | Delray Beach ITC 2005 Delray Beach, Stati Uniti International Series Cemento Singolare - Doppio     | Xavier Malisse 7-6(6), 6-2                                  | Jiří Novák                            | Wesley Moodie Vince Spadea        | Kenneth Carlsen Peter Wessels Ramón Delgado Kevin Kim               |
| 31 gennaio | Delray Beach ITC 2005 Delray Beach, Stati Uniti International Series Cemento Singolare - Doppio     | Simon Aspelin Todd Perry 6-3, 6-3                           | Jordan Kerr Jim Thomas                | Wesley Moodie Vince Spadea        | Kenneth Carlsen Peter Wessels Ramón Delgado Kevin Kim               |

### Febbraio
| Settimana   | Torneo                                                                                                   | Vincitore                                   | Finalista                          | Semifinalisti                  | Quarti                                                          |
| ----------- | --- | ------------------------------------------- | ---------------------------------- | ------------------------------ | --------------------------------------------------------------- |
| 7 febbraio  | Open 13 2005 Marsiglia, Francia International Series Cemento (indoor) Singolare - Doppio                 | Joachim Johansson 7-5, 6-4                  | Ivan Ljubičić                      | Feliciano López Mario Ančić    | Taylor Dent Karol Beck Sjeng Schalken Sébastien de Chaunac      |
| 7 febbraio  | Open 13 2005 Marsiglia, Francia International Series Cemento (indoor) Singolare - Doppio                 | Martin Damm Radek Štěpánek 7-6(4), 7-6(5)   | Mark Knowles Daniel Nestor         | Feliciano López Mario Ančić    | Taylor Dent Karol Beck Sjeng Schalken Sébastien de Chaunac      |
| 7 febbraio  | ATP Buenos Aires 2005 Buenos Aires, Argentina International Series Terra Singolare - Doppio              | Gastón Gaudio 6-4, 6-4                      | Mariano Puerta                     | Alberto Martín José Acasuso    | Rafael Nadal Félix Mantilla Nicolás Almagro Carlos Moyá         |
| 7 febbraio  | ATP Buenos Aires 2005 Buenos Aires, Argentina International Series Terra Singolare - Doppio              | František Čermák Leoš Friedl 6-2, 7-5       | José Acasuso Sebastián Prieto      | Alberto Martín José Acasuso    | Rafael Nadal Félix Mantilla Nicolás Almagro Carlos Moyá         |
| 7 febbraio  | SAP Open 2005 San Jose, USA International Series Cemento (indoor) Singolare - Doppio                     | Andy Roddick 6-0, 6-4                       | Cyril Saulnier                     | Tommy Haas Jürgen Melzer       | Thomas Enqvist Maks Mirny Vince Spadea Andre Agassi             |
| 7 febbraio  | SAP Open 2005 San Jose, USA International Series Cemento (indoor) Singolare - Doppio                     | Wayne Arthurs Paul Hanley 7-6(4), 6-4       | Yves Allegro Michael Kohlmann      | Tommy Haas Jürgen Melzer       | Thomas Enqvist Maks Mirny Vince Spadea Andre Agassi             |
| 14 febbraio | Rotterdam Open 2005 Rotterdam, Paesi Bassi International Series Gold Cemento (indoor) Singolare - Doppio | Roger Federer 5–7, 7–5, 7–6(5)              | Ivan Ljubičić                      | Mario Ančić Thomas Johansson   | Tim Henman Nikolaj Davydenko Paradorn Srichaphan Radek Štěpánek |
| 14 febbraio | Rotterdam Open 2005 Rotterdam, Paesi Bassi International Series Gold Cemento (indoor) Singolare - Doppio | Jonathan Erlich Andy Ram 6–4, 4–6, 6–3      | Cyril Suk Pavel Vízner             | Mario Ančić Thomas Johansson   | Tim Henman Nikolaj Davydenko Paradorn Srichaphan Radek Štěpánek |
| 14 febbraio | M.K. Championships 2005 Memphis, USA International Series Gold Cemento (indoor) Singolare - Doppio       | Kenneth Carlsen 7–5, 7–5                    | Maks Mirny                         | Andy Roddick Tommy Haas        | Xavier Malisse Antony Dupuis Jan-Michael Gambill Robby Ginepri  |
| 14 febbraio | M.K. Championships 2005 Memphis, USA International Series Gold Cemento (indoor) Singolare - Doppio       | Simon Aspelin Todd Perry 6–4, 6–4           | Bob Bryan Mike Bryan               | Andy Roddick Tommy Haas        | Xavier Malisse Antony Dupuis Jan-Michael Gambill Robby Ginepri  |
| 14 febbraio | Brasil Open 2005 Salvador, Brasile International Series Terra Singolare - Doppio                         | Rafael Nadal 6-0, 6(2)-7, 6-1               | Alberto Martín                     | Peter Luczak Ricardo Mello     | Agustín Calleri Santiago Ventura Edgardo Massa Mariano Zabaleta |
| 14 febbraio | Brasil Open 2005 Salvador, Brasile International Series Terra Singolare - Doppio                         | František Čermák Leoš Friedl 6-4, 6-4       | José Acasuso Ignacio González King | Peter Luczak Ricardo Mello     | Agustín Calleri Santiago Ventura Edgardo Massa Mariano Zabaleta |
| 21 febbraio | Dubai Tennis Championships 2005 Dubai, UAE International Series Gold Cemento Singolare - Doppio          | Roger Federer 6–1, 6(6)–7, 6–3              | Ivan Ljubičić                      | Andre Agassi Tommy Robredo     | Nicolas Kiefer Tim Henman Nikolaj Davydenko Michail Južnyj      |
| 21 febbraio | Dubai Tennis Championships 2005 Dubai, UAE International Series Gold Cemento Singolare - Doppio          | Martin Damm Radek Štěpánek 6–2, 6–4         | Jonas Björkman Fabrice Santoro     | Andre Agassi Tommy Robredo     | Nicolas Kiefer Tim Henman Nikolaj Davydenko Michail Južnyj      |
| 21 febbraio | Abierto Mexicano de Tenis 2005 Acapulco, Messico International Series Gold Terra Singolare - Doppio      | Rafael Nadal 6–0, 6(2)–7, 6–1               | Albert Montañés                    | Mariano Puerta Agustín Calleri | Filippo Volandri Jiří Novák Félix Mantilla                      |
| 21 febbraio | Abierto Mexicano de Tenis 2005 Acapulco, Messico International Series Gold Terra Singolare - Doppio      | David Ferrer Santiago Ventura 4–6, 6–1, 6–4 | Jiří Vaněk Tomáš Zíb               | Mariano Puerta Agustín Calleri | Filippo Volandri Jiří Novák Félix Mantilla                      |
| 21 febbraio | Tennis Channel Open 2005 Scottsdale, USA International Series Singolare - Doppio                         | Wayne Arthurs 7-5, 6-3                      | Mario Ančić                        | Vince Spadea Christophe Rochus | James Blake Giovanni Lapentti Glenn Weiner Davide Sanguinetti   |
| 21 febbraio | Tennis Channel Open 2005 Scottsdale, USA International Series Singolare - Doppio                         | Bob Bryan Mike Bryan 7-5, 6-4               | Wayne Arthurs Paul Hanley          | Vince Spadea Christophe Rochus | James Blake Giovanni Lapentti Glenn Weiner Davide Sanguinetti   |

### Marzo
| Settimana | Torneo                                                                             | Vincitore                                   | Finalista                   | Semifinalisti                | Quarti                                                 |
| --------- | ---------------------------------------------------------------------------------- | ------------------------------------------- | --------------------------- | ---------------------------- | ------------------------------------------------------ |
| 7 marzo   | Indian Wells Open 2005 Indian Wells, USA Masters Series Cemento Singolare - Doppio | Roger Federer 6–2, 6–4, 6–4                 | Lleyton Hewitt              | Andy Roddick Guillermo Cañas | Andre Agassi Carlos Moyá Tim Henman Nicolas Kiefer     |
| 7 marzo   | Indian Wells Open 2005 Indian Wells, USA Masters Series Cemento Singolare - Doppio | Mark Knowles Daniel Nestor 7–6(6), 7–6(2)   | Wayne Arthurs Paul Hanley   | Andy Roddick Guillermo Cañas | Andre Agassi Carlos Moyá Tim Henman Nicolas Kiefer     |
| 21 marzo  | NASDAQ-100 Open 2005 Miami, USA Masters Series Cemento Singolare - Doppio          | Roger Federer 2-6, 6(4)-7, 7-6(5), 6-3, 6-1 | Rafael Nadal                | David Ferrer Andre Agassi    | Thomas Johansson Dominik Hrbatý Taylor Dent Tim Henman |
| 21 marzo  | NASDAQ-100 Open 2005 Miami, USA Masters Series Cemento Singolare - Doppio          | Jonas Björkman Maks Mirny 6-1, 6-2          | Wayne Black & Kevin Ullyett | David Ferrer Andre Agassi    | Thomas Johansson Dominik Hrbatý Taylor Dent Tim Henman |

### Aprile
| Settimana | Torneo                                                                                                  | Vincitore                                   | Finalista                        | Semifinalisti                       | Quarti                                                                   |
| --------- | --- | ------------------------------------------- | -------------------------------- | ----------------------------------- | ------------------------------------------------------------------------ |
| 4 aprile  | Open de Tenis Comunidad Valenciana 2005 Valencia, Spagna International Series Terra Singolare - Doppio  | Igor' Andreev 6-3, 5-7, 6-3                 | David Ferrer                     | Iván Navarro Albert Costa           | Rafael Nadal Alberto Martín Fernando Verdasco Fernando González          |
| 4 aprile  | Open de Tenis Comunidad Valenciana 2005 Valencia, Spagna International Series Terra Singolare - Doppio  | Fernando González Martín Rodríguez 6-4, 6-4 | Lucas Arnold Ker Mariano Hood    | Iván Navarro Albert Costa           | Rafael Nadal Alberto Martín Fernando Verdasco Fernando González          |
| 4 aprile  | Grand Prix Hassan II 2005 Casablanca, Marocco International Series Terra Singolare - Doppio             | Mariano Puerta 6-4, 6-1                     | Juan Mónaco                      | Filippo Volandri Tomáš Zíb          | Gilles Müller Arnaud Clément Gilles Simon Christophe Rochus              |
| 4 aprile  | Grand Prix Hassan II 2005 Casablanca, Marocco International Series Terra Singolare - Doppio             | František Čermák Leoš Friedl 6-4, 6-3       | Martín García Luis Horna         | Filippo Volandri Tomáš Zíb          | Gilles Müller Arnaud Clément Gilles Simon Christophe Rochus              |
| 11 aprile | Monte Carlo Masters 2005 Monte Carlo, Monaco Masters Series Terra Singolare - Doppio                    | Rafael Nadal 6-3, 6-1, 0-6, 7-5             | Guillermo Coria                  | Richard Gasquet Juan Carlos Ferrero | Filippo Volandri David Ferrer Gastón Gaudio Roger Federer                |
| 11 aprile | Monte Carlo Masters 2005 Monte Carlo, Monaco Masters Series Terra Singolare - Doppio                    | Leander Paes Nenad Zimonjić walkover        | Bob Bryan Mike Bryan             | Richard Gasquet Juan Carlos Ferrero | Filippo Volandri David Ferrer Gastón Gaudio Roger Federer                |
| 18 aprile | U.S. Men's Clay Court Championships 2005 Houston, USA International Series Terra Singolare - Doppio     | Andy Roddick 6-2, 6-2                       | Sébastien Grosjean               | Nicolás Lapentti Jürgen Melzer      | James Blake Tommy Haas Luis Horna Andre Agassi                           |
| 18 aprile | U.S. Men's Clay Court Championships 2005 Houston, USA International Series Terra Singolare - Doppio     | Mark Knowles Daniel Nestor 6-3, 6-4         | Martín García Luis Horna         | Nicolás Lapentti Jürgen Melzer      | James Blake Tommy Haas Luis Horna Andre Agassi                           |
| 18 aprile | Torneo Godó 2005 Barcellona, Spagna International Series Gold Terra Singolare - Doppio                  | Rafael Nadal 6-1, 7-6(4), 6-3               | Juan Carlos Ferrero              | Nikolaj Davydenko Radek Štěpánek    | Gastón Gaudio Maks Mirny Agustín Calleri Stan Wawrinka                   |
| 18 aprile | Torneo Godó 2005 Barcellona, Spagna International Series Gold Terra Singolare - Doppio                  | Leander Paes Nenad Zimonjić 6-3, 6-3        | Feliciano López Rafael Nadal     | Nikolaj Davydenko Radek Štěpánek    | Gastón Gaudio Maks Mirny Agustín Calleri Stan Wawrinka                   |
| 25 aprile | Estoril Open 2005 Estoril, Portogallo International Series Terra Singolare - Doppio                     | Gastón Gaudio 6–1, 2–6, 6–1                 | Tommy Robredo                    | Carlos Moyá Guillermo García López  | Davide Sanguinetti Paul-Henri Mathieu Feliciano López Juan Antonio Marín |
| 25 aprile | Estoril Open 2005 Estoril, Portogallo International Series Terra Singolare - Doppio                     | František Čermák Leoš Friedl 6–3, 6–4       | Juan Ignacio Chela Tommy Robredo | Carlos Moyá Guillermo García López  | Davide Sanguinetti Paul-Henri Mathieu Feliciano López Juan Antonio Marín |
| 25 aprile | Internazionali di Tennis di Baviera 2005 Monaco, Germania International Series Terra Singolare - Doppio | David Nalbandian 6-4, 6-1                   | Andrei Pavel                     | Tommy Haas Jarkko Nieminen          | Raemon Sluiter Wayne Arthurs Michal Mertiňák Juan Mónaco                 |
| 25 aprile | Internazionali di Tennis di Baviera 2005 Monaco, Germania International Series Terra Singolare - Doppio | Mario Ančić Julian Knowle 6-3, 1-6, 6-3     | Florian Mayer Alexander Waske    | Tommy Haas Jarkko Nieminen          | Raemon Sluiter Wayne Arthurs Michal Mertiňák Juan Mónaco                 |

### Maggio
| Settimana | Torneo                                                                                   | Vincitore                                                      | Finalista                        | Semifinalisti                       | Quarti                                                               |
| --------- | ---------------------------------------------------------------------------------------- | -------------------------------------------------------------- | -------------------------------- | ----------------------------------- | -------------------------------------------------------------------- |
| 2 maggio  | Internazionali d'Italia 2005 Roma, Italia Masters Series Terra Singolare - Doppio        | Rafael Nadal 6-3, 3-6, 6-3, 4-6, 7–6(6)                        | Guillermo Coria                  | David Ferrer Andre Agassi           | Fernando Verdasco Dominik Hrbatý Alberto Martín Radek Štěpánek       |
| 2 maggio  | Internazionali d'Italia 2005 Roma, Italia Masters Series Terra Singolare - Doppio        | Michaël Llodra Fabrice Santoro 6-4, 6-2                        | Bob Bryan Mike Bryan             | David Ferrer Andre Agassi           | Fernando Verdasco Dominik Hrbatý Alberto Martín Radek Štěpánek       |
| 9 maggio  | Hamburg Masters 2005 Amburgo, Germania Masters Series Terra Singolare - Doppio           | Roger Federer 6-3, 7-5, 7–6(4)                                 | Richard Gasquet                  | Nikolaj Davydenko Christophe Rochus | Guillermo Coria Filippo Volandri Juan Ignacio Chela Andreas Seppi    |
| 9 maggio  | Hamburg Masters 2005 Amburgo, Germania Masters Series Terra Singolare - Doppio           | Jonas Björkman Maks Mirny' 6-2, 6-3                            | Michaël Llodra Fabrice Santoro   | Nikolaj Davydenko Christophe Rochus | Guillermo Coria Filippo Volandri Juan Ignacio Chela Andreas Seppi    |
| 16 maggio | ATP St. Pölten 2005 Sankt Pölten, Austria International Series Terra Singolare - Doppio  | Nikolaj Davydenko 6-3, 2-6, 6-4                                | Jürgen Melzer                    | José Acasuso Christophe Rochus      | Guillermo García López David Sánchez Michael Kohlmann Félix Mantilla |
| 16 maggio | ATP St. Pölten 2005 Sankt Pölten, Austria International Series Terra Singolare - Doppio  | Lucas Arnold Ker Paul Hanley 6–3, 6–4                          | Martin Damm Mariano Hood         | José Acasuso Christophe Rochus      | Guillermo García López David Sánchez Michael Kohlmann Félix Mantilla |
| 16 maggio | World Team Cup 2005 Düsseldorf, Germania World Team Cup                                  |                                                                |                                  |                                     |                                                                      |
| 23 maggio | Open di Francia 2005 Parigi, Francia Grande Slam Terra Singolare - Doppio - Doppio misto | Rafael Nadal 6(6)–7, 6–3, 6–1, 7–5                             | Mariano Puerta                   | Nikolaj Davydenko Roger Federer     | Guillermo Cañas Tommy Robredo David Ferrer Victor Hănescu            |
| 23 maggio | Open di Francia 2005 Parigi, Francia Grande Slam Terra Singolare - Doppio - Doppio misto | Jonas Björkman Maks Mirny 2–6, 6–1, 6–4                        | Mike Bryan Bob Bryan             | Nikolaj Davydenko Roger Federer     | Guillermo Cañas Tommy Robredo David Ferrer Victor Hănescu            |
| 23 maggio | Open di Francia 2005 Parigi, Francia Grande Slam Terra Singolare - Doppio - Doppio misto | Doppio misto: Daniela Hantuchová Fabrice Santoro 3–6, 6–3, 6–2 | Martina Navrátilová Leander Paes | Nikolaj Davydenko Roger Federer     | Guillermo Cañas Tommy Robredo David Ferrer Victor Hănescu            |

### Giugno
| Settimana | Torneo | Vincitore                                           | Finalista                      | Semifinalisti                   | Quarti                                                                     |
| --------- | --- | --------------------------------------------------- | ------------------------------ | ------------------------------- | -------------------------------------------------------------------------- |
| 6 giugno  | Halle Open 2005 Halle, Germania International Series Erba Singolare - Doppio                                     | Roger Federer 6–4, 6(6)–7, 6–4                      | Marat Safin                    | Guillermo Cañas Tommy Haas      | Juan Carlos Ferrero Philipp Kohlschreiber Rainer Schüttler Fabrice Santoro |
| 6 giugno  | Halle Open 2005 Halle, Germania International Series Erba Singolare - Doppio                                     | Yves Allegro Roger Federer 7–5, 6(6)–7, 6–3         | Joachim Johansson Marat Safin  | Guillermo Cañas Tommy Haas      | Juan Carlos Ferrero Philipp Kohlschreiber Rainer Schüttler Fabrice Santoro |
| 6 giugno  | Queen's Club Championships 2005 Queen's Club, Londra, Gran Bretagna International Series Erba Singolare - Doppio | Andy Roddick 7–6(7), 7–6(4)                         | Ivo Karlović                   | Thomas Johansson Radek Štěpánek | Lleyton Hewitt Tim Henman Richard Gasquet Sébastien Grosjean               |
| 6 giugno  | Queen's Club Championships 2005 Queen's Club, Londra, Gran Bretagna International Series Erba Singolare - Doppio | Bob Bryan Mike Bryan 6(4)–7, 7–6(2), 7–6(4)         | Jonas Björkman Maks Mirny      | Thomas Johansson Radek Štěpánek | Lleyton Hewitt Tim Henman Richard Gasquet Sébastien Grosjean               |
| 13 giugno | Ordina Open 2005 's-Hertogenbosch, Paesi Bassi International Series Erba Singolare - Doppio                      | Mario Ančić 7-5, 6-4                                | Michaël Llodra                 | Mark Philippoussis Jan Hernych  | Philipp Kohlschreiber Jonas Björkman Davide Sanguinetti Lars Burgsmüller   |
| 13 giugno | Ordina Open 2005 's-Hertogenbosch, Paesi Bassi International Series Erba Singolare - Doppio                      | Cyril Suk Pavel Vízner 6-3, 6-4                     | Tomáš Cibulec Leoš Friedl      | Mark Philippoussis Jan Hernych  | Philipp Kohlschreiber Jonas Björkman Davide Sanguinetti Lars Burgsmüller   |
| 13 giugno | Nottingham Open 2005 Nottingham, Gran Bretagna International Series Erba Singolare - Doppio                      | Richard Gasquet 6–2, 6–3                            | Maks Mirny                     | Taylor Dent Olivier Rochus      | Thomas Johansson Paradorn Srichaphan Kenneth Carlsen Ivo Karlović          |
| 13 giugno | Nottingham Open 2005 Nottingham, Gran Bretagna International Series Erba Singolare - Doppio                      | Jonathan Erlich Andy Ram 4–6, 6–3, 7–5              | Simon Aspelin Todd Perry       | Taylor Dent Olivier Rochus      | Thomas Johansson Paradorn Srichaphan Kenneth Carlsen Ivo Karlović          |
| 20 giugno | Torneo di Wimbledon 2005 Wimbledon, Londra, Gran Bretagna Grande Slam Erba Singolare - Doppio - Misto            | Roger Federer 6-2, 7–6(2), 6-4                      | Andy Roddick                   | Lleyton Hewitt Thomas Johansson | Fernando González Feliciano López David Nalbandian Sébastien Grosjean      |
| 20 giugno | Torneo di Wimbledon 2005 Wimbledon, Londra, Gran Bretagna Grande Slam Erba Singolare - Doppio - Misto            | Stephen Huss Wesley Moodie 7–6(4), 6-3, 6(2)–7, 6-3 | Bob Bryan Mike Bryan           | Lleyton Hewitt Thomas Johansson | Fernando González Feliciano López David Nalbandian Sébastien Grosjean      |
| 20 giugno | Torneo di Wimbledon 2005 Wimbledon, Londra, Gran Bretagna Grande Slam Erba Singolare - Doppio - Misto            | Doppio Misto: Mary Pierce Mahesh Bhupathi 6-4, 6-2  | Tetjana Perebyjnis Paul Hanley | Lleyton Hewitt Thomas Johansson | Fernando González Feliciano López David Nalbandian Sébastien Grosjean      |

### Luglio
| Settimana | Torneo | Vincitore                                    | Finalista                         | Semifinalisti                     | Quarti                                                              |
| --------- | --- | -------------------------------------------- | --------------------------------- | --------------------------------- | ------------------------------------------------------------------- |
| 4 luglio  | Allianz Suisse Open Gstaad 2005 Gstaad, Svizzera International Series 496 000 $ Terra Singolare - Doppio           | Gastón Gaudio 6-4, 6-4                       | Stan Wawrinka                     | Răzvan Sabău Nicolás Massú        | Potito Starace František Čermák Luis Horna Andreas Seppi            |
| 4 luglio  | Allianz Suisse Open Gstaad 2005 Gstaad, Svizzera International Series 496 000 $ Terra Singolare - Doppio           | František Čermák Leoš Friedl 7-6(6), 7-6(11) | Michael Kohlmann Rainer Schüttler | Răzvan Sabău Nicolás Massú        | Potito Starace František Čermák Luis Horna Andreas Seppi            |
| 4 luglio  | Campbell's Hall of Fame Championships 2005 Newport, USA International Series 416 000 $ Erba Singolare - Doppio     | Greg Rusedski 7–6(3), 2-6, 6-4               | Vince Spadea                      | Wesley Moodie Paul Goldstein      | Michal Mertiňák Antony Dupuis Alexander Waske Dušan Vemić           |
| 4 luglio  | Campbell's Hall of Fame Championships 2005 Newport, USA International Series 416 000 $ Erba Singolare - Doppio     | Jordan Kerr Jim Thomas 7–6(5), 7–6(5)        | Graydon Oliver Travis Parrott     | Wesley Moodie Paul Goldstein      | Michal Mertiňák Antony Dupuis Alexander Waske Dušan Vemić           |
| 4 luglio  | Swedish Open 2005 Båstad, Svezia International Series 416 000 $ Terra Singolare - Doppio                           | Rafael Nadal 2–6, 6–2, 6–4                   | Tomáš Berdych                     | Tommy Robredo Jiří Vaněk          | Michail Južnyj Mariano Zabaleta Juan Carlos Ferrero Óscar Hernández |
| 4 luglio  | Swedish Open 2005 Båstad, Svezia International Series 416 000 $ Terra Singolare - Doppio                           | Jonas Björkman Joachim Johansson 6-2, 6-3    | José Acasuso Sebastián Prieto     | Tommy Robredo Jiří Vaněk          | Michail Južnyj Mariano Zabaleta Juan Carlos Ferrero Óscar Hernández |
| 18 luglio | Mercedes Cup 2005 Stoccarda, Germania International Series Gold 757 000 $ Terra Singolare - Doppio                 | Rafael Nadal 6-3, 6-3, 6-4                   | Gastón Gaudio                     | Jarkko Nieminen Nikolaj Davydenko | Tomáš Zíb Andreas Seppi Mariano Zabaleta Tomáš Berdych              |
| 18 luglio | Mercedes Cup 2005 Stoccarda, Germania International Series Gold 757 000 $ Terra Singolare - Doppio                 | José Acasuso Sebastián Prieto 7–6(4), 6-3    | Mariano Hood Tommy Robredo        | Jarkko Nieminen Nikolaj Davydenko | Tomáš Zíb Andreas Seppi Mariano Zabaleta Tomáš Berdych              |
| 18 luglio | Indianapolis Tennis Championships 2005 Indianapolis, USA International Series 525 000 $ Cemento Singolare - Doppio | Robby Ginepri 4-6, 6-3, 3-0 ritirato         | Taylor Dent                       | Karol Beck Greg Rusedski          | Andy Roddick George Bastl Paul Goldstein Nicolas Kiefer             |
| 18 luglio | Indianapolis Tennis Championships 2005 Indianapolis, USA International Series 525 000 $ Cemento Singolare - Doppio | Paul Hanley Graydon Oliver 6-2, 3-1 ritiro   | Simon Aspelin Todd Perry          | Karol Beck Greg Rusedski          | Andy Roddick George Bastl Paul Goldstein Nicolas Kiefer             |
| 18 luglio | Priority Telecom Open 2005 Amersfoort, Paesi Bassi International Series 416 000 $ Terra Singolare - Doppio         | Fernando González 7–5, 6–3                   | Agustín Calleri                   | Ivo Minář David Sánchez           | Mariano Puerta Melle Van Gemerden Nicolás Massú Daniele Bracciali   |
| 18 luglio | Priority Telecom Open 2005 Amersfoort, Paesi Bassi International Series 416 000 $ Terra Singolare - Doppio         | Martín García Luis Horna 6–4, 6–4            | Fernando González Nicolás Massú   | Ivo Minář David Sánchez           | Mariano Puerta Melle Van Gemerden Nicolás Massú Daniele Bracciali   |
| 25 luglio | Mercedes-Benz Cup 2005 Los Angeles, USA International Series 525 000 $ Cemento Singolare - Doppio                  | Andre Agassi 6–4, 7–5                        | Gilles Müller                     | Dominik Hrbatý Juan Ignacio Chela | Paradorn Srichaphan Xavier Malisse Robby Ginepri Ricardo Mello      |
| 25 luglio | Mercedes-Benz Cup 2005 Los Angeles, USA International Series 525 000 $ Cemento Singolare - Doppio                  | Rick Leach Brian MacPhie 6-3, 6-4            | Jonathan Erlich Andy Ram          | Dominik Hrbatý Juan Ignacio Chela | Paradorn Srichaphan Xavier Malisse Robby Ginepri Ricardo Mello      |
| 25 luglio | Austrian Open 2005 Kitzbühel, Austria International Series Gold 1 068 000 $ Terra Singolare - Doppio               | Gastón Gaudio 2–6, 6–2, 6–4, 6–4             | Fernando Verdasco                 | Mariano Zabaleta Nicolás Massú    | Feliciano López Michail Južnyj Nicolás Lapentti Victor Hănescu      |
| 25 luglio | Austrian Open 2005 Kitzbühel, Austria International Series Gold 1 068 000 $ Terra Singolare - Doppio               | Leoš Friedl Andrei Pavel 6-2, 6(5)-7, 6-0    | Christophe Rochus Olivier Rochus  | Mariano Zabaleta Nicolás Massú    | Feliciano López Michail Južnyj Nicolás Lapentti Victor Hănescu      |
| 25 luglio | Croatia Open Umag 2005 Umago, Croazia International Series 416 000 $ Terra Singolare - Doppio                      | Guillermo Coria 6–2, 4–6, 6–2                | Carlos Moyá                       | Filippo Volandri Jiří Novák       | Lukáš Dlouhý David Ferrer Tommy Robredo Juan Carlos Ferrero         |
| 25 luglio | Croatia Open Umag 2005 Umago, Croazia International Series 416 000 $ Terra Singolare - Doppio                      | Jiří Novák Petr Pála 6–3, 6–3                | Michal Mertiňák David Škoch       | Filippo Volandri Jiří Novák       | Lukáš Dlouhý David Ferrer Tommy Robredo Juan Carlos Ferrero         |

### Agosto
| Settimana             | Torneo                                                                                         | Vincitore                                                 | Finalista                         | Semifinalisti                     | Quarti                                                           |
| --------------------- | ---------------------------------------------------------------------------------------------- | --------------------------------------------------------- | --------------------------------- | --------------------------------- | ---------------------------------------------------------------- |
| 1º agosto             | Orange Prokom Open 2005 Sopot, Polonia International Series Terra Singolare - Doppio           | Gaël Monfils 7–6(6), 4–6, 7–5                             | Florian Mayer                     | Potito Starace Guillermo Coria    | Jarkko Nieminen Igor' Andreev José Acasuso Victor Hănescu        |
| 1º agosto             | Orange Prokom Open 2005 Sopot, Polonia International Series Terra Singolare - Doppio           | Mariusz Fyrstenberg Marcin Matkowski 7–6(7), 6–4          | Lucas Arnold Ker Sebastián Prieto | Potito Starace Guillermo Coria    | Jarkko Nieminen Igor' Andreev José Acasuso Victor Hănescu        |
| 1º agosto             | Washington Open 2005 Washington, USA International Series Cemento Singolare - Doppio           | Andy Roddick 7-5, 6-3                                     | James Blake                       | Paradorn Srichaphan Tomáš Berdych | Ivo Karlović Luis Horna Arnaud Clément Bobby Reynolds            |
| 1º agosto             | Washington Open 2005 Washington, USA International Series Cemento Singolare - Doppio           | Bob Bryan Mike Bryan 6-4, 6-2                             | Wayne Black Kevin Ullyett         | Paradorn Srichaphan Tomáš Berdych | Ivo Karlović Luis Horna Arnaud Clément Bobby Reynolds            |
| 8 agosto              | Rogers Cup 2005 Montréal, Canada Masters Series 2 450 000 $ Cemento Singolare - Doppio         | Rafael Nadal 6-3, 4-6, 6-2                                | Andre Agassi                      | Paul-Henri Mathieu Greg Rusedski  | Dominik Hrbatý Gastón Gaudio Karol Beck Mariano Puerta           |
| 8 agosto              | Rogers Cup 2005 Montréal, Canada Masters Series 2 450 000 $ Cemento Singolare - Doppio         | Wayne Black Kevin Ullyett 6(5)–7, 6-3, 6-0                | Jonathan Erlich Andy Ram          | Paul-Henri Mathieu Greg Rusedski  | Dominik Hrbatý Gastón Gaudio Karol Beck Mariano Puerta           |
| 14 agosto             | Cincinnati Masters 2005 Cincinnati, USA Masters Series 2 450 000 $ Cemento Singolare - Doppio  | Roger Federer 6-3, 7-5                                    | Andy Roddick                      | Lleyton Hewitt Robby Ginepri      | Michail Južnyj Nikolaj Davydenko Marat Safin José Acasuso        |
| 14 agosto             | Cincinnati Masters 2005 Cincinnati, USA Masters Series 2 450 000 $ Cemento Singolare - Doppio  | Jonas Björkman Maks Mirny 7–6(3), 6-2                     | Wayne Black Kevin Ullyett         | Lleyton Hewitt Robby Ginepri      | Michail Južnyj Nikolaj Davydenko Marat Safin José Acasuso        |
| 21 agosto             | Pilot Pen Tennis 2005 New Haven, USA International Series 675 000 $ Cemento Singolare - Doppio | James Blake 3-6, 7-5, 6-1                                 | Feliciano López                   | David Ferrer Victor Hănescu       | Fernando Verdasco Igor' Andreev Tommy Robredo Juan Ignacio Chela |
| 21 agosto             | Pilot Pen Tennis 2005 New Haven, USA International Series 675 000 $ Cemento Singolare - Doppio | Gastón Etlis Martin Rodriguez 6-4, 6-3                    | Rajeev Ram Bobby Reynolds         | David Ferrer Victor Hănescu       | Fernando Verdasco Igor' Andreev Tommy Robredo Juan Ignacio Chela |
| 28 agosto 3 settembre | US Open 2005 New York, USA Grand Slam Cemento Singolare - Doppio - Misto                       | Roger Federer 6-3, 2-6, 7-6(1), 6-1                       | Andre Agassi                      | Robby Ginepri Lleyton Hewitt      | James Blake Guillermo Coria Jarkko Nieminen David Nalbandian     |
| 28 agosto 3 settembre | US Open 2005 New York, USA Grand Slam Cemento Singolare - Doppio - Misto                       | Bob Bryan Mike Bryan 6-1, 6-4                             | Jonas Björkman Maks Mirny         | Robby Ginepri Lleyton Hewitt      | James Blake Guillermo Coria Jarkko Nieminen David Nalbandian     |
| 28 agosto 3 settembre | US Open 2005 New York, USA Grand Slam Cemento Singolare - Doppio - Misto                       | Doppio Misto: Daniela Hantuchová Mahesh Bhupathi 6–4, 6–2 | Katarina Srebotnik Nenad Zimonjić | Robby Ginepri Lleyton Hewitt      | James Blake Guillermo Coria Jarkko Nieminen David Nalbandian     |

### Settembre
| Settimana    | Torneo | Vincitore                                               | Finalista                            | Semifinalisti                        | Quarti                                                                |
| ------------ | --- | ------------------------------------------------------- | ------------------------------------ | ------------------------------------ | --------------------------------------------------------------------- |
| 12 settembre | China Open 2005 Pechino, Cina International Series 500 000 $ Cemento Singolare - Doppio                                 | Rafael Nadal 5–7, 6–1, 6–2                              | Guillermo Coria                      | Juan Carlos Ferrero Thomas Johansson | Peter Wessels David Nalbandian Carlos Moyá Michail Južnyj             |
| 12 settembre | China Open 2005 Pechino, Cina International Series 500 000 $ Cemento Singolare - Doppio                                 | Justin Gimelstob Nathan Healey 4–6, 6–3, 6–2            | Dmitrij Tursunov Michail Južnyj      | Juan Carlos Ferrero Thomas Johansson | Peter Wessels David Nalbandian Carlos Moyá Michail Južnyj             |
| 12 settembre | Romanian Open 2005 Bucarest, Romania International Series 380 000 $ Terra rossa Singolare - Doppio                      | Florent Serra 6–3, 6–4                                  | Igor' Andreev                        | Victor Hănescu Andrei Pavel          | Mariano Puerta Rubén Ramírez Hidalgo Florian Mayer Paul-Henri Mathieu |
| 12 settembre | Romanian Open 2005 Bucarest, Romania International Series 380 000 $ Terra rossa Singolare - Doppio                      | José Acasuso Sebastián Prieto 6–3, 4–6, 6–3             | Victor Hănescu Andrei Pavel          | Victor Hănescu Andrei Pavel          | Mariano Puerta Rubén Ramírez Hidalgo Florian Mayer Paul-Henri Mathieu |
| 19 settembre | Coppa Davis 2005 Bratislava, Slovacchia - Cemento (i) Spalato, Croazia - Sintetico (i)                                  | Vincenti semifinale Slovacchia 4–1 Croazia 3–2          | Perdenti semifinali Argentina Russia |                                      |                                                                       |
| 26 settembre | Thailand Open 2005 Bangkok, Thailandia International Series 550 000 $ Cemento indoor Singolare - Doppio                 | Roger Federer 6–3, 7–5                                  | Andy Murray                          | Jarkko Nieminen Paradorn Srichaphan  | Gilles Müller Wang Yeu-tzuoo Robby Ginepri Lleyton Hewitt             |
| 26 settembre | Thailand Open 2005 Bangkok, Thailandia International Series 550 000 $ Cemento indoor Singolare - Doppio                 | Paul Hanley Leander Paes 6(5)–7, 6–1, 6–2               | Jonathan Erlich Andy Ram             | Jarkko Nieminen Paradorn Srichaphan  | Gilles Müller Wang Yeu-tzuoo Robby Ginepri Lleyton Hewitt             |
| 26 settembre | ATP Vietnam Open 2005 Ho Chi Minh, Vietnam International Series 380 000 $ Sintetico indoor Singolare - Doppio           | Jonas Björkman 6–3, 7–6(4)                              | Radek Štěpánek                       | Mariano Puerta Thomas Johansson      | Rainer Schüttler Alexander Waske Juan Mónaco Cyril Saulnier           |
| 26 settembre | ATP Vietnam Open 2005 Ho Chi Minh, Vietnam International Series 380 000 $ Sintetico indoor Singolare - Doppio           | Lars Burgsmüller Philipp Kohlschreiber 5(3)–6, 6–4, 6–2 | Ashley Fisher Robert Lindstedt       | Mariano Puerta Thomas Johansson      | Rainer Schüttler Alexander Waske Juan Mónaco Cyril Saulnier           |
| 26 settembre | Campionati Internazionali di Sicilia 2005 Palermo, Italia International Series 380 000 $ Terra rossa Singolare - Doppio | Igor' Andreev 0–6, 6–1, 6–3                             | Filippo Volandri                     | Andreas Seppi Tomas Behrend          | Alberto Martín Davide Sanguinetti Juan Carlos Ferrero Tommy Robredo   |
| 26 settembre | Campionati Internazionali di Sicilia 2005 Palermo, Italia International Series 380 000 $ Terra rossa Singolare - Doppio | Martín García Mariano Hood 6-2, 6-3                     | Mariusz Fyrstenberg Marcin Matkowski | Andreas Seppi Tomas Behrend          | Alberto Martín Davide Sanguinetti Juan Carlos Ferrero Tommy Robredo   |

### Ottobre
| Settimana  | Torneo | Vincitore                                       | Finalista                       | Semifinalisti                      | Quarti                                                               |
| ---------- | --- | ----------------------------------------------- | ------------------------------- | ---------------------------------- | -------------------------------------------------------------------- |
| 3 ottobre  | Open de Moselle 2005 Metz, Francia International Series 380 000 $ Cemento indoor Singolare - Doppio                   | Ivan Ljubičić 7–6(7), 6–0                       | Gaël Monfils                    | Nikolaj Davydenko Dominik Hrbatý   | Andreas Seppi Robin Söderling Mark Philippoussis Richard Gasquet     |
| 3 ottobre  | Open de Moselle 2005 Metz, Francia International Series 380 000 $ Cemento indoor Singolare - Doppio                   | Michaël Llodra Fabrice Santoro 5-2, 3-5, 5-4(4) | José Acasuso Sebastián Prieto   | Nikolaj Davydenko Dominik Hrbatý   | Andreas Seppi Robin Söderling Mark Philippoussis Richard Gasquet     |
| 3 ottobre  | Japan Open Tennis Championships 2005 Tokyo, Giappone International Series Gold 765 000 $ Cemento Singolare - Doppio   | Wesley Moodie 1-6, 7–6(7), 6-4                  | Mario Ančić                     | Björn Phau Jarkko Nieminen         | Marcos Baghdatis Robby Ginepri Taylor Dent Radek Štěpánek            |
| 3 ottobre  | Japan Open Tennis Championships 2005 Tokyo, Giappone International Series Gold 765 000 $ Cemento Singolare - Doppio   | Takao Suzuki Satoshi Iwabuchi 5-4(3), 5-4(13)   | Simon Aspelin Todd Perry        | Björn Phau Jarkko Nieminen         | Marcos Baghdatis Robby Ginepri Taylor Dent Radek Štěpánek            |
| 10 ottobre | Vienna Open 2005 Vienna, Austria International Series Gold 689 000 $ Cemento indoor Singolare - Doppio                | Ivan Ljubičić 6–2, 6–4, 7–6(7)                  | Juan Carlos Ferrero             | Radek Štěpánek Tommy Robredo       | David Nalbandian Feliciano López Fernando González Jean-René Lisnard |
| 10 ottobre | Vienna Open 2005 Vienna, Austria International Series Gold 689 000 $ Cemento indoor Singolare - Doppio                | Daniel Nestor Mark Knowles 5-3, 5-4(2)          | Jonathan Erlich Andy Ram        | Radek Štěpánek Tommy Robredo       | David Nalbandian Feliciano López Fernando González Jean-René Lisnard |
| 10 ottobre | Stockholm Open 2005 Stoccolma, Svezia International Series 800 000 $ Cemento indoor Singolare - Doppio                | James Blake 6–1, 7–6(6)                         | Paradorn Srichaphan             | Davide Sanguinetti Olivier Rochus  | Thomas Johansson Rainer Schüttler Jonas Björkman Alberto Martín      |
| 10 ottobre | Stockholm Open 2005 Stoccolma, Svezia International Series 800 000 $ Cemento indoor Singolare - Doppio                | Wayne Arthurs Paul Hanley 6-3 6-3               | Leander Paes Nenad Zimonjić     | Davide Sanguinetti Olivier Rochus  | Thomas Johansson Rainer Schüttler Jonas Björkman Alberto Martín      |
| 10 ottobre | Kremlin Cup 2005 Mosca, Russia International Series 1 000 000 $ Sintetico indoor Singolare - Doppio                   | Igor' Andreev 5-7, 7–6(3), 6-2                  | Nicolas Kiefer                  | Dmitrij Tursunov Igor' Kunicyn     | Daniele Bracciali Michail Južnyj Maks Mirny Andrei Pavel             |
| 10 ottobre | Kremlin Cup 2005 Mosca, Russia International Series 1 000 000 $ Sintetico indoor Singolare - Doppio                   | Maks Mirny Michail Južnyj 6-1, 6-1              | Igor' Andreev Nikolaj Davydenko | Dmitrij Tursunov Igor' Kunicyn     | Daniele Bracciali Michail Južnyj Maks Mirny Andrei Pavel             |
| 17 ottobre | Madrid Masters 2005 Madrid, Spagna Master Series 2 450 000 $ Cemento indoor Singolare - Doppio                        | Rafael Nadal 3–6, 2–6, 6–4, 6–3, 7–6(3)         | Ivan Ljubičić                   | Robby Ginepri David Nalbandian     | Radek Štěpánek David Ferrer Fernando González Ivo Karlović           |
| 17 ottobre | Madrid Masters 2005 Madrid, Spagna Master Series 2 450 000 $ Cemento indoor Singolare - Doppio                        | Mark Knowles Daniel Nestor 3–6, 6–3, 6–2        | Leander Paes Nenad Zimonjić     | Robby Ginepri David Nalbandian     | Radek Štěpánek David Ferrer Fernando González Ivo Karlović           |
| 24 ottobre | Swiss Indoors 2005 Basilea, Svizzera International Series 1 000 000 $ Sintetico indoor Singolare - Doppio             | Fernando González 6(8)–7, 6–3, 7–5, 6–4         | Marcos Baghdatis                | Dominik Hrbatý David Nalbandian    | Kristof Vliegen Andy Murray José Acasuso Paradorn Srichaphan         |
| 24 ottobre | Swiss Indoors 2005 Basilea, Svizzera International Series 1 000 000 $ Sintetico indoor Singolare - Doppio             | Agustín Calleri Fernando González 7–5, 7–5      | Stephen Huss Wesley Moodie      | Dominik Hrbatý David Nalbandian    | Kristof Vliegen Andy Murray José Acasuso Paradorn Srichaphan         |
| 24 ottobre | Grand Prix de Tennis de Lyon 2005 Lione, Francia International Series 800 000 $ Sintetico indoor Singolare - Doppio   | Andy Roddick 6–3, 6–2                           | Gaël Monfils                    | Fabrice Santoro Sébastien Grosjean | Mario Ančić Vince Spadea Marc Gicquel Olivier Rochus                 |
| 24 ottobre | Grand Prix de Tennis de Lyon 2005 Lione, Francia International Series 800 000 $ Sintetico indoor Singolare - Doppio   | Michaël Llodra Fabrice Santoro 6-3, 6-1         | Jeff Coetzee Rogier Wassen      | Fabrice Santoro Sébastien Grosjean | Mario Ančić Vince Spadea Marc Gicquel Olivier Rochus                 |
| 24 ottobre | St. Petersburg Open 2005 San Pietroburgo, Russia International Series 1 000 000 $ Sintetico indoor Singolare - Doppio | Thomas Johansson 6–4, 6–2                       | Nicolas Kiefer                  | Robin Vik Fernando Verdasco        | Nikolaj Davydenko Michail Južnyj Kenneth Carlsen Greg Rusedski       |
| 24 ottobre | St. Petersburg Open 2005 San Pietroburgo, Russia International Series 1 000 000 $ Sintetico indoor Singolare - Doppio | Julian Knowle Jürgen Melzer 4–6, 7–5, 7–5       | Jonas Björkman Maks Mirny       | Robin Vik Fernando Verdasco        | Nikolaj Davydenko Michail Južnyj Kenneth Carlsen Greg Rusedski       |
| 31 ottobre | Paris Masters 2005 Parigi, Francia Master Series 2 450 000 $ Sintetico indoor Singolare - Doppio                      | Tomáš Berdych 6–3, 6–4, 3–6, 4–6, 6–4           | Ivan Ljubičić                   | Andy Roddick Radek Štěpánek        | David Ferrer Tommy Robredo Nikolaj Davydenko Gastón Gaudio           |
| 31 ottobre | Paris Masters 2005 Parigi, Francia Master Series 2 450 000 $ Sintetico indoor Singolare - Doppio                      | Bob Bryan Mike Bryan 6–4, 6(3)–7, 6–4           | Daniel Nestor Mark Knowles      | Andy Roddick Radek Štěpánek        | David Ferrer Tommy Robredo Nikolaj Davydenko Gastón Gaudio           |

### Novembre
| Settimana  | Torneo | Vincitore                                          | Finalista                   | Semifinalisti                   | Quarti |
| ---------- | --- | -------------------------------------------------- | --------------------------- | ------------------------------- | --- |
| 7 novembre | Tennis Masters Cup 2005 Shanghai, Cina Tennis Masters Cup 3 700 000 $ Sintetico indoor Singolare - Doppio | David Nalbandian 6(4)–7, 6(11)–7, 6–2, 6–1, 7–6(3) | Roger Federer               | Gastón Gaudio Nikolaj Davydenko | Round Robin Gruppo Rosso Guillermo Coria Ivan Ljubičić Gruppo Oro Rafael Nadal Mariano Puerta Andre Agassi Fernando González |
| 7 novembre | Tennis Masters Cup 2005 Shanghai, Cina Tennis Masters Cup 3 700 000 $ Sintetico indoor Singolare - Doppio | Michaël Llodra Fabrice Santoro 6(6)–7, 6–3, 7–6(4) | Leander Paes Nenad Zimonjić | Gastón Gaudio Nikolaj Davydenko | Round Robin Gruppo Rosso Guillermo Coria Ivan Ljubičić Gruppo Oro Rafael Nadal Mariano Puerta Andre Agassi Fernando González |

### Dicembre
| Settimana  | Torneo                                                       | Vincitore                                                           | Finalista                                                         | Semifinalisti | Quarti |
| ---------- | ------------------------------------------------------------ | ------------------------------------------------------------------- | ----------------------------------------------------------------- | ------------- | ------ |
| 2 dicembre | Finale Coppa Davis 2005 Bratislava, Slovacchia - Cemento (i) | Croazia 3–2 Ivan Ljubičić Mario Ančić Ivo Karlović Goran Ivanišević | Slovacchia Dominik Hrbatý Karol Kučera Michal Mertiňák Karol Beck |               |        |

## Debutti
- Benjamin Becker
- Daniel Brands
- Thomaz Bellucci
- Jérémy Chardy
- Marin Čilić
- Juan Martín del Potro
- Robin Haase
- Andrej Golubev
- Adrian Mannarino
- Andy Murray
- Evgenij Korolëv
- Eduardo Schwank